# 河连湾陕甘宁省苏维埃政府旧址
河连湾陕甘宁省苏维埃政府旧址，位于中国甘肃省环县，为一个省级文物保护单位，类型为近现代重要史迹及代表性建筑。
河连湾陕甘宁省苏维埃政府旧址的历史年代为1936年。2019年10月16日，由中华人民共和国国务院公布为第八批全国重点文物保护单位。